# Marion Bloem
Marion Bloem (n. 24 august 1952, Arnhem, Gelderland, Țările de Jos) este o scriitoare și regizoare de film. Ca scriitor, s-a afirmat cu cartea Geen gewoon Indisch meisje, iar ca regizor cu filmul Ver van familie.
Bloem provine dintr-o familie de origine indoneziană, fiind unul din cei patru copii ai lui Alexander și Jacqueline Bloem. Aceștia s-au repatriat din Indonezia în anul 1950, tatăl ei fiind unul dintre supraviețuitorii de pe vasul Junyō Maru.
Bloem profesează psihologia. Este căsătorită cu scriitorul Ivan Wolffers, de profesie doctor.
Bloem este, de asemenea, și pictor având, pînă în momentul de față, mai multe expoziții prin Europa.

## Opera literară
- Overgang  (1976)
- Matabia (1981)
- Geen gewoon Indisch meisje (1983)
- Vaders van betekenis (1989)
- Vliegers onder het matras (1990)
- De honden van Slipi (1992)
- De leugen van de Kaketoe (1993)
- Muggen mensen olifanten (1995)
- Mooie meisjesmond (1997)
- Ver van familie (1998)
- Voor altijd moeder (2001)
- Liefde is soms lastig, liefste, (2002), (multimedia cd cu poezii vizuale)
- Thuis (2003), (povestiri, poeme, jurnal, desene și picturi)
- Zo groot als Hugo (2004)
- De V van Venus (2004).
- Een royaal gebaar (2005)
- In de kamer van mijn vroeger (2007)
- Vervlochten grenzen (2009)

## Filmografie
- Feest (1978)
- Buitenspel (1979)
- Aanraken (1980)
- Nieuwsgierig (1980)
- Borsten (1981)
- Het land van mijn ouders (1984)
- Screentest (1985)
- We komen als vrienden (1985)
- Tovenaarsleerling, De (1986)
- Cursus voor beginners in de liefde (Serial TV) (1989)
- Ver van familie (2008)